# Джейсън Джордан
Нейтън Евърхарт е американски борец, професионален кечист и бивш аматьорски борец.
Работи с WWE, където се бие в шоуто Разбиване под името Джейсън Джордан. Той е един от настоящите Отборни шампиони на Разбиване и бивши Отборни шампиони на NXT като член на отбора Американска алфа, заедно с Чад Гейбъл.

## Ранен живот
Евърхарт, заяви че е започнал аматьорска борба на 7 години, защото е мислил, че е било професионална борба.
В гимназията Евърхарт е бил три-спортен атлет, участвайки в борба, футбол и бейзбол. Той беше решен да се премести в гимназията за професионален бейзбол, но отказа сделката за да отиде в колеж и да се бори. Той завърши Университета в Индиана и участва за тях в Big Ten Conference. Евърхарт се квалифицира три пъти за NCAA на ниво Първа дивизия.
Докато се бореше в Университета в Индиана, Евърхарт беше класиран до топ 15 в нацията за три години подред и беше класиран като втори в нацията в тежка категория. Той беше описан като уникален и превъзходен атлет, с тегло 225 фунта, докато участваше в категорията до 285 фунта. Той използва бързина и гъвкавост, за да преодолее своите големи противници. В последната си година, Евърхарт беше непобедим в обикновения сезон с резултат 35 – 0, получавайки класиране за втория най-добър борец в нацията. По време на четвъртата си година в борбата, той работеше като студентски треньор в своя университет и помагаше на двама от най-добрите американци, един тежащ 197 фунта и друг в тежка категория.

## Професионална кеч кариера

### WWE

#### Florida Championship Wrestling (2011 – 2012)
Евърхарт е бил потърсен от колежа от пътния агент на WWE, Джералд Бриско. Бил е нает да участва за изпробване от WWE през 2010 и му е бил предложен договор от WWE, но не го е подписал, до завършването си на колежа.
През юли 2011, Евърхарт подписал договор с WWE и е бил изпратен в развиващата се територия Florida Championship Wrestling, където получил името Джейсън Джордан. Тренирал е и се е бил в FCW до затварянето на марката на следващата година. Първият му професионален кеч мач е бил на живо събитие на FCW през 30 септември, където е бил в отбор с Ейбрахам Уошингтън в загуба срещу Калвин Рейнс и Големия И Ленгстън. Направил е телевизионния си дебют на 13 ноември на FCW TV, в отбор с Колин Касиди и Майк Далтън в загуба срещу Възкачване.
Джордан е продължил да прави редки появи в FCW докато не е бил заместен от WWE NXT през лятото на 2012. По време на това, той е спечелил Отборните титли на Флорида на FCW със Си Джей Паркър на живо събитие на 13 юли, правейки го един от двамата предпоследни носители на титлите преди да бъдат неактивни.

#### NXT (от 2012 г.)
Джордан направи своя телевизионен дебют на NXT в епизод на 27 юни, губейки бързо от Джиндър Махал. Той продължи да прави допълнителни появи от време на време като загубващ през 2012 и 2013. През 2014, Джордан сформира отбор с Тай Дилинджър, но двамата направиха кратък успех и се разделиха, докато стават лоши през февруари 2015.
През май 2015, Джордан започна сюжет с Чад Гейбъл, в който Гейбъл се опитва да обеди Джордан в сформиране на ново сдружение. След близо два месеца колебания, Джордан най-накрая се съгласи на мач с Гейбъл като негов партньор. На 15 юли в епизод на NXT, Джордан и Гейбъл успешни в техния официален дебют заедно срещу отбора на Илайъс Самсън и Стив Кътлър. На Завземане: Бруклин, Джордан, който беше в колектив с Гейбъл, Скот Доусън и Даш Уайлдър бяха победени от Ензо Аморе, Колин Касиди, Зак Райдър и Моджо Роули в мач, провел се преди главното шоу. На 2 септември, Джордан и Гейбъл участваха в първия кръг на турнира Дъсти Роудс Отборна класика, побеждавайки отбора на Невил и Соломон Кроу. После победиха Хайп Броус (Моджо Роули и Зак Райдър) във втория кръг, преди да загубят от Барън Корбин и Райно в полуфиналите на Завземане: Респект. Станаха добри (втората смяна на Джордан като добър) в мач показвайки боен дух и издръжливост срещу по-огромните Корбин и Райно. На 5 ноември, те предизвикаха предишните най-дълго носители на Отборните титли на NXT, Възкачването и на 18-и, ги победиха. На 2 декември на NXT Джордан и Гейбъл срещнаха друга двойка бивши Отборни шампиони на NXT Водевиланс и също ги победиха. На 27 декември в епизод на NXT, отбора на Джордан и Гейбъл започна да използва името Американска Алфа побеждавайки Блейк и Мърфи. На 24 февруари на NXT, те пак победиха Блейк и Мърфи. На Завземане: Далас, Американската Алфа победи Възраждането и спечелиха Отборните титли на NXT за пръв път.

## В кеча
- Финални ходове
  - Hoosier Daddy (Double underhook DDT)[4]
  - Jordan Slam (Olympic slam)
- Ключови ходове
  - Падащ лист
  - Версии на суплекси
    - Belly-to-belly
    - Capture
    - Exploder
    - Overhead belly-to-belly
    - Saito

  - Striking turnbuckle thrust
- С Чад Гейбъл
  - Отборни финални ходове
    - Grand Amplitude (Belly-to-back pop-up от Джордан в bridging high-angle belly-to-back suplex от Гейбъл)[5][6]
- Входни песни
  - „Elite“ на CFO$[7] (от 29 юли 2015 г.; използвана докато е в отбор с Чад Гейбъл)

### Титли и постижения
- Florida Championship Wrestling
  - Флоридски Отборен шампион на FCW (1 път) – със Си Джей Паркър